# Arno Raunig

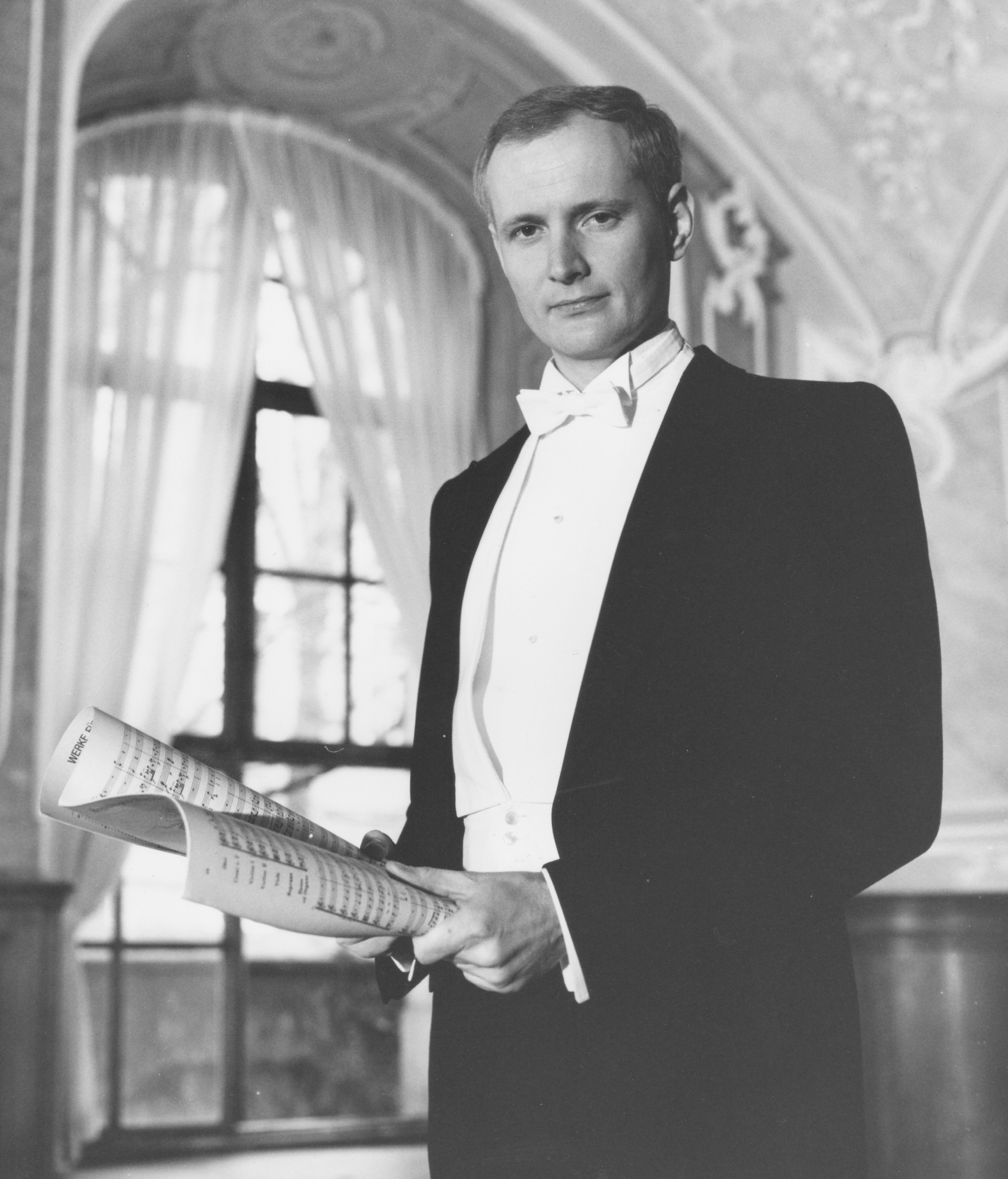
Arno Raunig (1984)

Arno Raunig (* 14. Jänner 1957 in Klagenfurt) ist ein österreichischer Opernsänger (Countertenor).

## Leben
Raunig begann seine sängerische Laufbahn 1966 bei den Wiener Sängerknaben, wo er von 1968 bis 1972 Sopransolist war. Sein erster Stimmausbildner war Ferdinand Grossmann. Bei den Wiener Sängerknaben arbeitete er mit Herbert von Karajan, Josef Krips und Karl Böhm zusammen. Er sang den ersten Knaben aus der Zauberflöte von Wolfgang Amadeus Mozart an der Wiener Staatsoper und an der Bayerischen Staatsoper.
Nach dem Abitur 1978 erfolgte der Beginn eines Jusstudiums und ein Jahr als Erzieher bei den Wiener Sängerknaben. Danach war der Beginn einer schriftstellerischen Tätigkeit mit dem Gedichtband Lasst Lyrik leben und der Sängerausbildung zum männlichen Sopran am Linzer Brucknerkonservatorium bei Gerald Trabesinger. Die wichtigste Ausbildung zum Sopranisten erhielt er bei Kammersängerin Ruthilde Boesch in Wien. Weitere Stationen seiner Stimmausbildungen waren Kammersänger Kurt Equiluz (Lied und Oratorium), Erika Mechera, Hans Peter Blochwitz und Kammersängerin Elisabeth Schwarzkopf. Seine Stimme hat einen Umfang von über dreieinhalb Oktaven.
1986 erfolgte die Gründung des Wiener Georg Friedrich Händel Vereins, mit dem Raunig anschließend seine Konzerttätigkeit begann. Höhepunkte waren Konzerte und konzertante Opernaufführungen im Wiener Konzerthaus (Messias, Johannes-Passion, La clemenza di Tito, Antonio Cestis Il pomo d´oro) und Wiener Musikverein (Xerxes). Nach einigen Jahren wurde der Verein aufgelöst und im Jahr 2010 als Europäische Händel-Gesellschaft neu gegründet.
1989 erfolgte eine erste CD-Einspielung Apollo und Hyazinth von W. A. Mozart mit dem Rundfunk-Sinfonieorchester Leipzig und dem Rundfunkchor Leipzig unter dem Dirigenten Max Pommer. Es folgten Auftritte mit dem Leipziger Orchester und Chor im Gewandhaus Leipzig und der Berliner Philharmonie als Altist und Sopranist in Händels Messias, als Schwan in Carl Orffs Carmina burana und als Hyazinth der Mozart-Gesamtausgabe bei Brillant Classics.
1990 sang er eine erste Solo-CD: Mozart – Salieri (Mozart: Exsultate, jubilate; Salieri: Fremat tyrannus) mit dem Amadeus Ensemble Wien, unter dem Dirigenten Walter Kobéra.
Er hatte sein Bühnendebüt als Sopranist am 18. Januar 1990 am Stadttheater Klagenfurt in Henry Purcells Feenkönigin. Von 2003 bis 2006 begann er Arbeiten an einem neuen Weg zur Pop-Musik mit Aufnahmen in Los Angeles, Österreich und Bulgarien mit Künstlern wie „Supermax“ Kurt Hauenstein, José Feliciano, Tim Pierce und den Wiener Sängerknaben.
2008 wurde ihm das Ehrenkreuz für Wissenschaft und Kunst I. Klasse verliehen und 2009 das Große Ehrenzeichen des Landes Kärnten.

## Diskographie
- 1990 Solo-CD: Mozart-Salieri (Exsultate, jubilate – Fremat Thyrannus) Dirigent Walter Kobéra
- 1993 Solo-CD: Arno Raunig Sopranist
- 1993 CD-Einspielung W. A. Mozart: Apollo und Hyazinth, Rundfunksinfonieorchester Leipzig, Dirigent Max Pommer
- 1994 CD-Einspielung Niccolò Jommelli: Didone abbandonata mit dem Stuttgarter Kammerorchester unter Frieder Bernius
- 1994 CD-Einspielung Gregor Joseph Werner: Der Verlorene Sohn, Concilium musicum Wien, Dirigent Paul Angerer
- 1996 CD-Einspielung Alfred Schnittke: Historia von D. Johann Fausten, Hamburger Staatsoper, Dirigent Gerd Albrecht, UA
- 1998 Solo-CD: Farinelli-Arien
- 2005 CD-Einspielung Ignaz Pleyel: Ifigenia In Aulide, Philharmonisches Orchester Győr, Dirigent Paul Weigold
- 2005 CD-Gesamteinspielung W. A. Mozart: Mozart Complete Edition
- 2006 Solo-CD: Arno Raunig singt Kastratenarien
- 2007 Solo-CD: Ave Maria
- 2011 Solo-CD: Die schönsten romantischen Lieder
- 2014 Solo-CD: Time Windows. Caccini to Strauß
- 2015 Solo-CD Norbert Zehm, Arno Raunig: Cadence. Absolutely live
- 2016 Solo-CD: Back To The Past mit dem Concilium musicum Wien auf Originalinstrumenten
- 2018 Solo-CD: Farinelli versus Händel
- 2019 Solo-CD: Mozart castrato arias mit dem Symphony Orchestra Sofia, Dirigent Paul Weigold

## Konzert- und Operntätigkeit
- 1989 Gewandhaus Leipzig: W.A.Mozart Apollo und Hyacinth, G.F.Händel: Messias
- 1990 Jugendstiltheater Wien: W. A. Mozart Idomeneo, Rolle des Idamante; Stadttheater Klagenfurt: Henry Purcell The Fairy-Queen; Oper Prag (Smetana-Theater): Johann Strauß, Die Fledermaus – Orlowsky
- 1991 Jugendstiltheater Wien: W. A. Mozart, Die Zauberflöte, Rolle des Ersten Knaben; Konzerttournee Polen: Concilium Musicum Wien Paul Angerer
- 1992 Amsterdamer Oper: Strauss – Die Frau ohne Schatten, Regie: Harry Kupfer, Dir: Hartmut Haenchen; Staatstheater Wiesbaden: Uraufführung von Hans Gefors’ Der Park. Regie: Dietrich Hilsdorf; Schönbrunner Schloßtheater: Titelpartie des Ascanio aus der Oper Ascanio in Alba von W. A. Mozart
- 1994 Opernhaus Zürich: Georg Friedrich Händel Alcina, Rolle des Ruggiero. Dir: Nikolaus Harnoncourt, Regie: Jürgen Flimm; Stadttheater Klagenfurt: Benjamin Britten – Der Tod in Venedig; Messepalast Wien: Uraufführung von Wolfram Wagners Ödipus; Neue Oper Wien: Uraufführung von Axel Seidelmann Hiob; Schönbrunner Schloßtheater: Uraufführung von Alexander Wagendristl Der Narr; Stadttheater Klagenfurt: Johann Strauß Die Fledermaus;
- 1995–1996 Hamburger Staatsoper: Uraufführung von Alfred Schnittke Historia von D. Johann Fausten. Dir: Gerd Albrecht, Regie: John Dew. Arte-Livemitschnitt. CD-Liveproduktion;
- 1996 Semperoper Dresden: Johann Adolph Hasse Artemisia Stuttgarter Kammerorchester Dir: Frieder Bernius; Amsterdamer Oper: Strauss Die Frau ohne Schatten; Schloß Solitude (Stuttgart): Chr. W. Gluck Orfeus und Euridice, Stuttgarter Kammerorchester, Dir: Frieder Bernius; Staatstheater Darmstadt: G. F. Händel Alcina, Regie: Meyer-Oertelt; Staatsoper Hamburg: Schnittke Faust; Staatstheater Darmstadt: G. F. Händel Alcina Dir: Julia Jones; Teatro Lirico Sperimentale di Spoleto: Documentation I, Helmut Oehring;
- 1997 Ludwigsburger Schloßfestspiele: Claudio Monteverdi Marienvesper;
- 1998 Oper Bonn: Uraufführung von Helmut Oehring Sieben; Staatstheater Darmstadt: G. F. Händel Alcina; Festival d´Automne Paris (Opera de la Bastille); Donaueschingen - Festival of New Music; Lunatheater Brüssel: Uraufführung von Helmut Oehring/Iris ter Schiphorst Requiem; Händel-Festspiele Halle: Händel - The Choice of Heracles (La Stagione Frankfurt);
- 1999 Theater Basel: Uraufführung von Helmut Oehring Bernarda Albas Haus; Teatro Argentina Rom: Bernarda Albas Haus; Hebbel-Theater Berlin: Bernarda Albas Haus; Staatstheater Darmstadt: G. F. Händel Alcina;
- 2000 Staatstheater Wiesbaden: G. F. Händel Alcina; Teatro Caio Melisso (Spoleto): Oscar Strasnoy Midea (2), Regie: Henning Brockhaus; Kammeroper Wien: Chr. W. Gluck Orfeus und Euridice Dir: Paul Weigold; Kammeroper Wien: Uraufführung von Jan Müller-Wieland Das Märchen der 672. Nacht; Oper Bonn: Uraufführung von Helmut Oehring Effi Briest. Regie: Ulrike Ottinger. Mit der Schauspielerin Ingrid Caven; Expo 2000 Hannover: "Der Ort ist nicht der Ort" Helmut Oehring; NDR Hannover, Alfred Schnittke - Faust Kantate;
- 2001 Prinzregententheater München: A. Schnittke - Mephostophiles, Faust Kantate; Tonhalle Zürich: Polaroids Oehring/Schiphorst, Collegium Novum Zürich, Paul Sacher Halle Basel;
- 2002 Staatstheater Darmstadt: Antonio Vivaldi – Orlando furioso
- 2003 Ruhrtriennale: G. F. Händel Saul; Kammermusikfestival Witten: Uraufführung (eines Werks von) Aureliano Cattaneo mit dem Klangforum Wien; Rheingau Festival: Farinelli
- 2006 Theater Basel: Uraufführung von Helmut Oehring Unsichtbar Land, Regie: Claus Guth; Oper Warschau (Wielki): Pavel Mykietyn Shakespeare Sonetti;
- 2008 Klagenfurter Stadttheater: Neufassung Schlafes Bruder von Herbert Willi;
- 2009 Neue Oper Wien: Harrison Birtwistle, The Last Supper, Dir: Walter Kobéra, Regie: Phillip Harnoncourt; Neue Oper Wien: Herbert Willi Schlafes Bruder;
- 2010 Tiroler Landestheater: Uraufführung Norbert Zehm Cadence Macbeth;
- 2011 CD-Produktion Die schönsten romantischen Lieder;
- 2012 György Ligeti: Le Grand Macabre – Prinz Go Go/Neue Oper Wien, Walter Kobéra;
- 2013 György Ligeti: Le Grand Macabre in Budapest Palast der Künste;
- 2016 Bangkok Prince Mahidol Hall: Carl Orff - Carmina Burana, Conductor Gudni A. Emilsson;
- 2018 Norbert Zehm: Strange Meeting - Cenotaph for an Unknown Soldier Oper ORF Tirol, UA; Bangkok Prince Mahidol Hall: Carl Orff - Carmina Burana, Conductor Gudni A. Emilsson;
- 2022 Norbert Zehm: Strange Meeting - Cenotaph for an Unknown Soldier Oper Kulturzentrum Vierundeinzig Innsbruck; Welt & Wasser Festival im Wasserturm, Wien, Intendant Arno Raunig;
- 2023 Die Fledermaus, Prinz Orlofsky: Arno Raunig.